# Київське (Баштанський район)
Ки́ївське — село в Україні, у Баштанській міській громаді Баштанського району Миколаївської області. Населення становить 121 особу.

## Населення
Згідно з переписом УРСР 1989 року чисельність наявного населення села становила 130 осіб, з яких 58 чоловіків та 72 жінки.
За переписом населення України 2001 року в селі мешкали 123 особи.

### Мова
Розподіл населення за рідною мовою за даними перепису 2001 року:
| Мова       | Відсоток |
| ---------- | -------- |
| українська | 85,95 %  |
| російська  | 9,92 %   |
| молдовська | 3,31 %   |
| болгарська | 0,83 %   |